# چارلی گارسیا
چارلی گارسیا (اسپانیایی: Charly García‎؛ زادهٔ ۲۳ اکتبر ۱۹۵۱) ، با نام کامل کارلوس آلبرتو گارسیا مورنو (اسپانیایی: Carlos Alberto García Moreno‎) یک موسیقی‌دان، ترانه‌سرا، خواننده، نوازنده پیانو و تهیه‌کنندهٔ موسیقی اهل آرژانتین است.
چارلی گارسیا در طول سال‌های متمادی فعالیتش در عرصه موسیقی گروه‌های زیادی را پایه‌گذاری کرد که بیشتر آن‌ها به محبوب‌ترین گروه‌های موسیقی راک در طول تاریخ آرژانتین مبدل شدند. از دهه ۸۰ میلادی به بعد، اما، او بیشتر به صورت انفرادی به فعالیت پرداخت. او بیشتر با پیانو کار می‌کرد اما در کنارش گیتار و کیبرد نیز می‌نواخت. به باور بسیاری از منتقدان گارسیا یکی از تأثیرگذارترین چهره‌ها در عرصه موسیقی راک صحنه اسپانیایی است و در کنار لوئیس آلبرتو اسپینتا به عنوان پدران راک آرژانتین شناخته می‌شوند.

## سال‌های اولیه زندگی
چارلی بزرگ‌ترین پسر یک خانواده متوسط رو به بالا بود. پدرش در دوره ابتدایی فیزیک و ریاضی درس می‌داد و مادرش نیز تهیه‌کننده شوهای موسیقی رادیویی بود. موضوع بیشتر این برنامه‌ها، موسیقی محلی بود.
چارلی نخستین نشانه‌های استعدادش در موسیقی را در همان اولین سال‌های کودکی‌اش نشان داد. در همین دوران بود که یک پیانوی اسباب بازی به عنوان هدیه دریافت کرد و با نواختن موسیقی با این پیانو حیرت مادرش را برانگیخت. نواختن و ترکیب کردن ملودی‌های منسجم باعث پذیرش چارلی در یک هنرستان هنرهای زیبای معتبر به نام تیبائود پیاتزینی (انگلیسی: Thibaud Piazzini) گردید.

## آغاز کار:سوئی جنریز(۱۹۷۲-۱۹۷۵)
زمانی که ۱۳ ساله بود بیتل‌ها به زندگی‌اش وارد شدند. تا قبل از این فقط به موسیقی محلی مشغولیت داشت اما با آشنا شدن با موسیقی بیتل‌ها آن را موسیقی کلاسیک مریخی نامید. در دوران دبیرستان با کارلوس آلبرتو مستره (نیتو) آشنا شد و این آشنایی باعث شکل‌گیری هسته اولیه گروه سوئی جنریز گردید.
گروه، ابتدا کارش را با سایکدلیک راک آغاز کرد اما به سرعت تغییر سبک داده و به طرف فولک راک، با مقداری تأثیرپذیری از پراگرسیو راک گرایش پیدا نمود. در نخستین اجرای بزرگ زنده‌شان، گیتاریست، بیسیست و درامر گروه زیر سایه اجرای هنرمندانه چارلی و کارلوس که به ترتیب پیانو و فلوت می‌نواختند محو شدند. آن دو مجبور شدند به تنهایی بار اجرا را به دوش بکشند و با وجود ضعف و ناکارآمدی سایر نوازندگان گروه با اجرای خیره‌کننده‌شان مخاطبان را جذب کنند. قدرت گروه آنان در سادگی موسیقی و در اشعار عاشقانه مورد استفاده‌شان نهفته بود و همین دو اصل باعث موفقیت گروه در بین نوجوانان شد.
سوئی جنریز در ۱۹۷۲ میلادی نخستین صفحه‌اش با نام زندگی(اسپانیایی: Vida‎) منتشر کرد که بلافاصله تبذیل به محبوبترین صفحه در میان نوجوانان آرژانتین گردید. دومین صفحه آن‌ها با نام اعترافات زمستانی (اسپانیایی: Confesiones de invierno‎) در ۱۹۷۳ عرضه شد. آلبوم اعترافات زمستانی از حیث امکانات تولیدی و تجهیزات استودیویی در وضعیت به مراتب بهتری از اولین آلبومشان تولید گردید و از نظر فروش و درآمدزایی نیز بسیار موفق بود.
۱۹۷۴ سال تغییر بود. تا آن زمان فلوت و پیانو صداهای اصلی شنیده شده در اجراهای گروه سوئی جنریز بود اما چارلی دیگر علاقه‌اش را به این دو ساز از دست داده بود. حالا وقت یک تغییر بود. رفتن به سوی سازهای مرسوم در موسیقی راک یعنی باس و درام. چارلی به این منظور از رینالدو رافانلی و خوان رودریگز دعوت به همکاری نمود. از آن پس آن دو در اکثر اجراهای زنده همراه گروه بودند. علاوه بر آن دو، یک گیتاریست با استعداد به نام دیوید لبون نیز به گروه ملحق گردید که مورد تحسین فراوان چارلی بود.
گروه حالا که سبک جدیدی پیدا نموده بود آماده انتشار سومین آلبومش می‌شد. آلبومی که ابتدا Instituciones نام داشت اما بعداً به پیشنهاد تولیدکننده به Pequeñas anécdotas de las instituciones تغییر نام پیدا کرد.